# Mont Spurr
Le mont Spurr est un stratovolcan dans l'arc volcanique des Aléoutiennes en Alaska, aux États-Unis.

## Toponymie
Le mont Spurr, en anglais Mount Spurr, est nommé en hommage au géologue et explorateur de l'Institut d'études géologiques des États-Unis (USGS) Josiah Edward Spurr qui dirige une expédition dans la région en 1898.
En dena'ina, la langue des autochtones du golfe de Cook, il est appelé K'idazq'eni, ce qui signifie littéralement « celui qui brûle de l'intérieur ».

## Géographie
La montagne culmine à 3 374 mètres d'altitude dans les montagnes Tordrillo de la chaîne d'Alaska, ce qui fait de lui le volcan le plus haut de l'arc des Aléoutiennes,. Il est situé à 125 kilomètres à l'ouest d'Anchorage, la plus grande ville d’Alaska.
Ce stratovolcan et volcan Somma est principalement composé d'andésite. Il est couronné d'un cratère englacé d'où s'échappent de nombreux glaciers,.

## Histoire

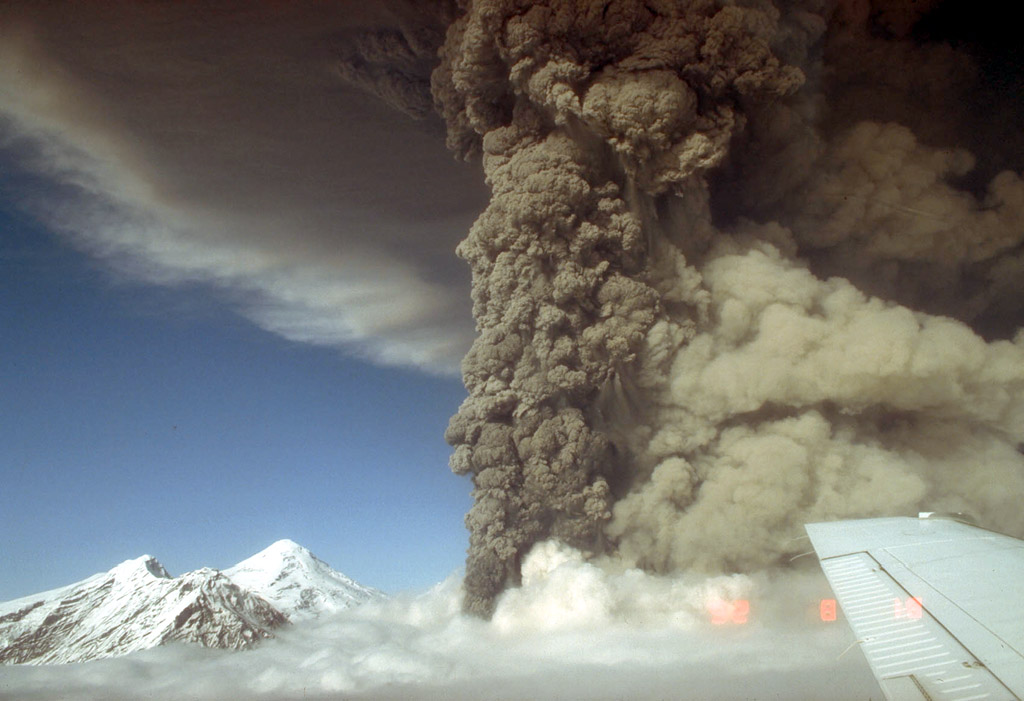
Éruption au Crater Peak en 1992 ; le sommet du mont Spurr est visible sur la gauche.

La dernière éruption s'est produite du 27 juin au 17 septembre 1992 au Crater Peak, sur le flanc méridional de la montagne,.
À partir de juin 2004 et jusqu'à début 2006, une activité fumerollienne et hydrothermale est observée au sommet du volcan, ce qui provoque la formation d'une dépression et d'un cratère dans la glace ainsi qu'une petite nuée ardente sur la partie supérieur du flanc de la montagne.
Une crise sismique débute en avril 2024 avec une magnitude et un nombre de séismes quotidiens en augmentation ainsi qu'un rapprochement des hypocentres de la surface sous le cratère sommital au fil des mois ; la magnitude la plus élevée est enregistrée à 2,9 le 2 janvier 2025 et le gonflement des flancs de la montagne est de l'ordre de six centimètres. Au début de l'été 2024, un petit lac en croissance et des fumerolles apparaissent au sommet du volcan. Cette activité sismique est interprétée par les volcanologues comme l'arrivée de magma dans la chambre magmatique, ce qui pourrait mener à une éruption. Par conséquent, les niveaux d'alerte volcanique et d'aviation sont relevés à deux sur une échelle de quatre.